# Șura Mare
Șura Mare es una comuna ubicada en el distrito de Sibiu, Rumania.

## Superficie
Posee una superficie de 74,85 kilómetros cuadrados.

## Demografía
Hasta 2021 la población era de 4529 habitantes, con una densidad de población de 60,51 habitantes por kilómetro cuadrado.